# New Moon – Biss zur Mittagsstunde
New Moon – Biss zur Mittagsstunde (Originaltitel: The Twilight Saga: New Moon) ist ein US-amerikanischer Film des Regisseurs Chris Weitz in Zusammenarbeit mit der US-Filmgesellschaft Summit Entertainment. Er basiert auf dem Roman Bis(s) zur Mittagsstunde von Stephenie Meyer und ist die Fortsetzung von Twilight – Biss zum Morgengrauen. Die Inszenierung hatte in den USA am 16. November 2009 Premiere. Der Film brach am 20. November 2009 mit Einnahmen von 72,6 Millionen Dollar den Rekord der höchsten Tageseinnahmen der amerikanischen Kinogeschichte. Kinostart in den deutschsprachigen Ländern war am 26. November 2009.

## Handlung
Bella hat Angst vor dem Älterwerden, weil ihr Vampir-Freund Edward für immer 17 bleiben wird, sich jedoch weigert, sie auch in einen Vampir zu verwandeln. Deshalb will sie, dass um ihren 18. Geburtstag möglichst wenig Aufhebens gemacht wird. Doch Edwards Schwester Alice veranstaltet eine Geburtstagsparty mit den Cullens. Als Bella sich während dieser Feier beim Geschenkeauspacken versehentlich am Papier schneidet, löst dies bei Edwards Bruder Jasper die Vampirinstinkte aus, und er attackiert Bella. Die übrigen Cullens können ihn zwar aufhalten, bleiben aber selbst auch auf Abstand, um dem Geruch von frischem Menschenblut nicht ausgesetzt zu sein. Edward gibt sich die Schuld für den Vorfall. Da er Bella mit seiner Anwesenheit nicht weiter gefährden will, verlässt er sie. Schon am nächsten Tag ist der gesamte Cullen-Clan aus Forks verschwunden.
Monatelang trauert Bella um Edward, nimmt ihre Umwelt kaum noch wahr und vernachlässigt auch ihre Freunde. Ihr Vater Charlie schlägt schweren Herzens vor, dass Bella zurück zu ihrer Mutter zieht. Doch Bella will keinesfalls Forks verlassen, also bemüht sie sich, wieder etwas aktiver zu werden. Bei einem Ausflug mit Jessica nach Port Angeles zu fahren glaubt sie, die Männer, die sie im Jahr zuvor bedroht hatten, wiederzuerkennen. Als sie sich ihnen nähert, sieht sie plötzlich Edward vor sich stehen, der sie drängt, wieder umzudrehen, und zu Jessica zurückzugehen. Ihr wird klar, dass sie diese Edward-Erscheinungen provozieren kann, indem sie sich gezielt in Gefahrensituationen bringt. Sie kauft zwei schrottreife Motorräder, die sie gemeinsam mit Jacob Black repariert. Jacob bringt ihr anschließend das Motorradfahren bei. Es entwickelt sich eine tiefe Freundschaft zwischen den beiden. Für Bella ist Jacob die rettende Sonne. Er wünscht sich, dass aus ihrer Freundschaft mehr wird.
Doch eines Tages ändert sich Jacobs Verhalten dramatisch: Er gehört nun einer Gruppe im Stamm der Quileute an, welche von Sam Uley angeführt wird. Früher konnte Jacob diese nicht ausstehen. Augenscheinlich auf Sam Uleys Befehl hin bricht Jacob den Kontakt zu Bella ab. Als sie von ihm eine Erklärung fordert, weist Jacob sie zurück. Wieder auf sich allein gestellt, macht sich Bella allein auf eine Wanderung zu einer Lichtung im Wald, wo sie früher viel Zeit mit Edward verbrachte. Dort angekommen, trifft sie auf den überraschten Laurent, welcher Bella stets in Begleitung der Cullens wähnte. Von Laurent erfährt Bella, dass Victoria sie aus Rache für James auf grausame Weise umbringen will und Laurent schickte, um sie und die Cullens auszuspionieren. Laurent hat eigentlich nichts gegen Bella, ist aber sehr durstig, und Bella allein im Wald eine leichte Beute. Er verspricht ihr aber einen schnellen Tod, welcher Bella immerhin vor Victorias brutalen Racheplänen bewahrt. Bevor es dazu kommen kann, wird Laurent jedoch von einem Rudel riesiger Wölfe getötet. Bella stellt kurz darauf fest, dass es sich um genau jene Gruppe Quileute-Indianer um Sam Uley handelt, der Jacob nun angehört: Sie haben die genetisch angeborene Fähigkeit sich in Werwölfe zu verwandeln – Werwölfe und Vampire sind gegenseitige Todfeinde. Sollte der Quileute-Stamm durch die Anwesenheit von Vampiren in Gefahr geraten, aktiviert sich bei einigen das Gen, um den Stamm zu schützen. Carlisle Cullen hatte lange Zeit ein Friedensabkommen mit dem damaligen Stammeshäuptling – Jacobs Urgroßvater – ausgehandelt: Solange die Cullens keinen einzigen Menschen beißen, und sich vom Stammesgebiet fernhalten, bewahren die Quileute das Geheimnis der Cullens für sich. Umgekehrt darf auch das Wissen um das Werwolf-Gen nicht bekannt werden. Nachdem Bella sie in die Geschichte um Victoria eingeweiht hat, macht sich das Rudel auf die Suche nach dieser, bleibt aber erfolglos.
Bella beschließt, eine weitere Halluzination von Edward heraufzubeschwören, indem sie so wie die Quileute von einer hohen Klippe ins Wasser springt. Im Wasser angekommen unterschätzt sie die Strömung, erst im letzten Moment kann Jacob sie vor dem Ertrinken retten.
Alice hatte mit ihrer Fähigkeit, Zukunftsvisionen zu sehen, immer ein Auge auf Bella gehabt, und glaubt nun, in ihrer Vision Bella durch den Sprung sterben zu sehen, weshalb sie umgehend nach Forks zurückkommt, um Charlie zu trösten. Dort findet sie zu ihrem Erstaunen eine erschöpfte, aber kerngesunde Bella vor. Auch Edward hatte die Nachricht von Bellas Tod erhalten, und beschließt, sein Leben ebenfalls zu beenden. Da Vampire sich selbst aber nicht töten können, reist er zu den Volturi, einer sehr mächtigen Vampirfamilie, welche die gesetzgebende und -ausführende Gewalt innerhalb der Vampirwelt betreibt, um sich von ihnen töten zu lassen. Alice erklärt Bella die Lage und beide machen sich auf den Weg nach Volterra in Italien, dem Herrschaftssitz der Volturi. Edward plant, sich auf dem Marktplatz in die Mittagssonne zu stellen, wo er sofort als Vampir zu erkennen wäre. Dies können die Volturi nicht zulassen, und sie würden Edward umgehend töten müssen, um die Vampirwelt zu schützen. In letzter Sekunde kann Bella Edward von seinem Vorhaben abhalten, beide werden gemeinsam mit Alice von den Volturi-Wachen aufgegriffen und zu Anführern Aro, Caius und Marcus gebracht.
Die Volturi stellen fest, dass Bella gegen die übernatürlichen Kräfte von Vampiren immun ist. Da sie zudem zu viel über die Vampire weiß, verlangen die Volturi, dass sie entweder getötet oder umgehend verwandelt wird. Alice kann Aro jedoch mittels einer Zukunftsvision davon überzeugen, dass Bella ohnehin bald ein Vampir sein würde, wogegen ein plötzliches Verschwinden von Bella unnötiges Aufsehen provoziere. Unversehrt dürfen Alice, Bella und Edward nach Forks zurückkehren, um ihre Vorbereitungen zu treffen.
Auch der übrige Cullen-Clan ist zurück in Forks, Bella verlangt eine Abstimmung über ihre Zukunft als Vampir. Nur Edward und Rosalie stimmen gegen ihre Verwandlung, alle anderen sehen Bella gerne als Vampir in ihrer Mitte. Kurz darauf erinnert Jacob Edward daran, dass der Vertrag zwischen den Quileute und den Cullens vorsieht, dass die Cullens keine Menschen beißen dürfen – auch nicht, wenn diese es selbst so wollten. Als Jacob einsieht, wofür Bella sich entschieden hat, geht er traurig und enttäuscht in seiner Wolfsgestalt davon. Edward verspricht Bella, sie in einen Vampir zu verwandeln, obwohl er sich noch immer ein langes menschliches Leben für sie wünscht. Er nennt aber eine Bedingung: Vor der Verwandlung soll Bella Edward heiraten.

## Synchronisation

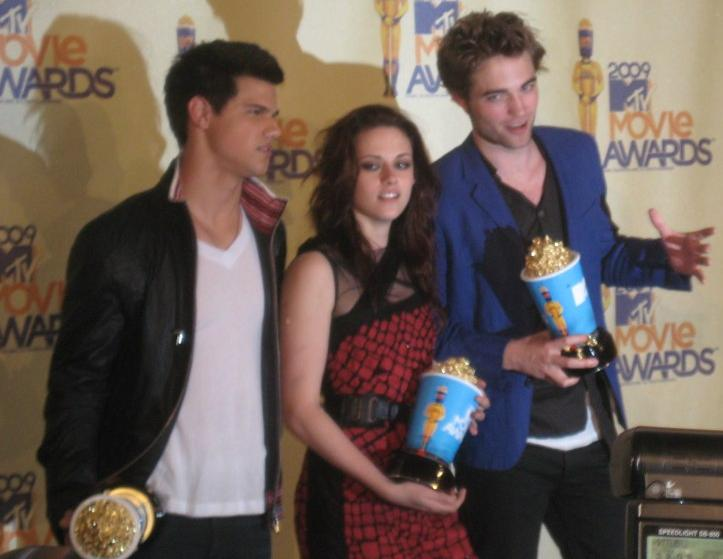
Taylor Lautner (l.), Kristen Stewart und Robert Pattinson (r.) bei den MTV Movie Awards 2009

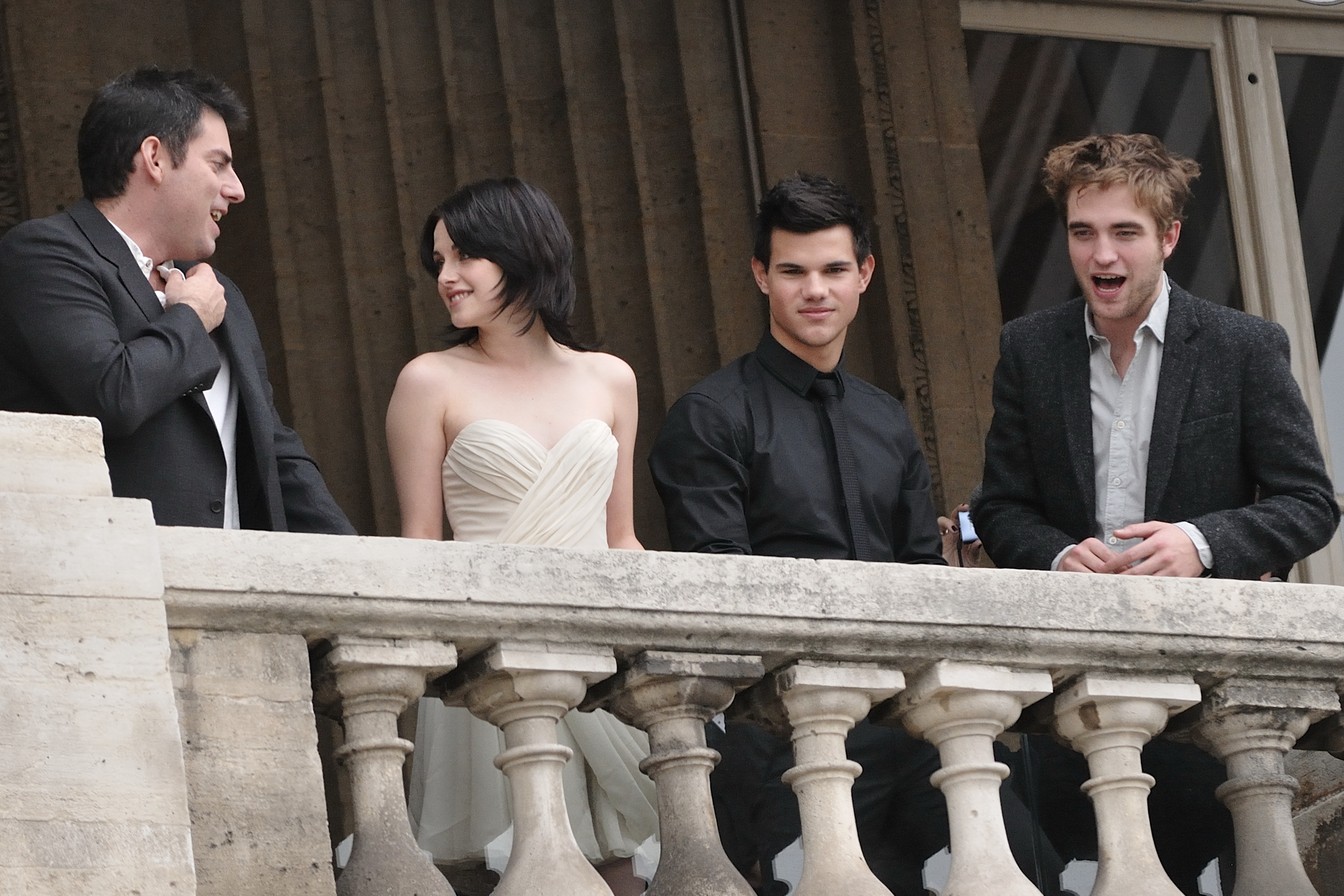
Chris Weitz (l.), Kristen Stewart, Taylor Lautner und Robert Pattinson (r.) in Paris

| Darsteller            | Rolle               | Synchronsprecher     |
| --------------------- | ------------------- | -------------------- |
| Kristen Stewart       | Bella Swan          | Annina Braunmiller   |
| Robert Pattinson      | Edward Cullen       | Johannes Raspe       |
| Taylor Lautner        | Jacob Black         | Max Felder           |
| Billy Burke           | Charlie Swan        | Thomas Amper         |
| Peter Facinelli       | Dr. Carlisle Cullen | Philipp Moog         |
| Elizabeth Reaser      | Esme Cullen         | Elisabeth Günther    |
| Ashley Greene         | Alice Cullen        | Laura Maire          |
| Jackson Rathbone      | Jasper Hale         | Benedikt Gutjan      |
| Nikki Reed            | Rosalie Hale        | Angela Wiederhut     |
| Kellan Lutz           | Emmett Cullen       | Stefan Günther       |
| Michael Sheen         | Aro                 | Hans-Georg Panczak   |
| Dakota Fanning        | Jane                | Farina Brock         |
| Jamie Campbell Bower  | Caius               | Dirk Meyer           |
| Christopher Heyerdahl | Marcus              | Thomas Fritsch       |
| Rachelle Lefèvre      | Victoria            | Marion von Stengel   |
| Chaske Spencer        | Sam Uley            | Jan Odle             |
| Anna Kendrick         | Jessica Stanley     | Gabrielle Pietermann |
| Christian Serratos    | Angela Weber        | Jacqueline Belle     |
| Michael Welch         | Mike Newton         | Roman Wolko          |
| Justin Chon           | Eric Yorkie         | Patrick Roche        |
| Edi Gathegi           | Laurent             | Sebastian Winkler    |
| Gil Birmingham        | Billy Black         | Thomas Wenke         |

## Produktion/Erfolg
Die Produktionskosten des Filmes lagen bei rund 50 Millionen US-Dollar.
Weltweit spielte der Film 709,7 Millionen US-Dollar ein. (Stand: 25. Juli 2018)
Die Hauptdrehorte lagen in Kanada. Nur für die Szene der Volturi ist das Set nach Italien gereist.
Die Drehorte in Kanada waren:
- David Thompson Secondary School
- Kitsilano
- New Westminster
- Pitt Meadows
- Paramount Theatre
- Port Coquitlam
- Tofino
- Vancouver
- Vancouver Film Studios
- West Vancouver
- Whitecliff Park

Der Drehort in Italien war Montepulciano.

## Auszeichnungen
- Kids’ Choice Awards 2010
  - Auszeichnung in der Kategorie Schönstes Filmpaar für Taylor Lautner und Kristen Stewart als Jacob und Bella
  - Auszeichnung in der Kategorie Beliebtester Schauspieler für Taylor Lautner

- MTV Movie Awards 2010
  - Auszeichnung in der Kategorie Beste Schauspielerin für Kristen Stewart
  - Auszeichnung in der Kategorie Bester Schauspieler für Robert Pattinson
  - Auszeichnung in der Kategorie Bester Filmkuss für Kristen Stewart und Robert Pattinson
  - Auszeichnung in der Kategorie Bester Film für New Moon

- Teen Choice Awards 2010
  - Auszeichnung in der Kategorie Beste Schauspielerin für Kristen Stewart
  - Auszeichnung in der Kategorie Bester Schauspieler für Taylor Lautner
  - Auszeichnung in der Kategorie Scene Stealer weiblich für Ashley Greene
  - Auszeichnung in der Kategorie Scene Stealer männlich für Kellan Lutz
  - Auszeichnung in der Kategorie Bester Bösewicht für Rachelle Lefevre
  - Auszeichnungen in den Kategorien Schönstes Filmpaar und Bester Kuss für Robert Pattinson und Kristen Stewart
  - Auszeichnung in der Kategorie Bester Fantasy-Film

## Nominierungen
- Goldene Himbeere 2010
  - Nominierung in der Kategorie Schlechtester Nebendarsteller für Robert Pattinson
  - Nominierung in der Kategorie Schlechtestes Leinwandpaar für Kristen Stewart und entweder Robert Pattinson oder Taylor Lautner
  - Nominierung in der Kategorie Schlechtestes Drehbuch für Melissa Rosenberg
  - Nominierung in der Kategorie Schlechteste Fortsetzung

- Empire Awards 2010
  - Nominierung in der Kategorie Bester Schauspieler für Robert Pattinson
  - Nominierung in der Kategorie Beste Newcomerin für Anna Kendrick

- Kids’ Choice Awards 2010
  - Nominierung in der Kategorie Schönstes Filmpaar für Robert Pattinson und Kristen Stewart als Edward und Bella
  - Nominierung in der Kategorie Bester Film

- MTV Movie Awards 2010
  - Nominierung in der Kategorie Bester Schauspieler für Taylor Lautner

- Teen Choice Awards 2010
  - Nominierung in der Kategorie Bester Schauspieler für Robert Pattinson
  - Nominierung in der Kategorie Scene Stealer weiblich für Anna Kendrick
  - Nominierung in der Kategorie Scene Stealer weiblich für Dakota Fanning

## Soundtrack
Der Soundtrack wurde in Deutschland am 16. Oktober 2009 veröffentlicht, in den USA allerdings erst vier Tage später, am 20. Oktober. In Deutschland stieg er in der Erscheinungswoche auf Platz drei der Albumcharts ein und wurde außerdem für zwei Grammys nominiert.
Auf der deutschen Version des Soundtracks befindet sich zusätzlich zu den unten aufgeführten Titeln der Song Es tut wieder weh der deutschen Indie-Rock-Band Jennifer Rostock. Das dazugehörige Musikvideo inszenierte der Regisseur Hagen Decker.
Titel
- Death Cab for Cutie – Meet Me on the Equinox
- Band of Skulls – Friends
- Thom Yorke – Hearing Damage
- Lykke Li – Possibility
- The Killers – A White Demon Love Song
- Anya Marina – Satellite Heart
- Muse – I Belong to You (New Moon Remix)
- Bon Iver & St. Vincent – Rosyln
- Black Rebel Motorcycle Club – Done All Wrong
- Hurricane Bells – Monsters
- Sea Wolf – The Violet Hour
- OK Go – Shooting the Moon
- Grizzly Bear (mit Victoria Legrand) – Slow Life
- Editors – No Sound But the Wind
- Alexandre Desplat – New Moon (The Meadow)
- Lupe Fiasco – Solar Midnite
- Amadou & Mariam & The Magic Numbers – All I Believe In

Auszeichnungen für Musikverkäufe

| Land/Region                  | Auszeichnungen für Musikverkäufe (Land/Region, Auszeichnung, Verkäufe) | Verkäufe  |
| ---------------------------- | ---------------------------------------------------------------------- | --------- |
| Australien (ARIA)            | Platin                                                                 | 70.000    |
| Deutschland (BVMI)           | Gold                                                                   | 100.000   |
| Irland (IRMA)                | Platin                                                                 | 15.000    |
| Italien (FIMI)               | Gold                                                                   | 25.000    |
| Kanada (MC)                  | Platin                                                                 | 80.000    |
| Mexiko (AMPROFON)            | Gold                                                                   | 30.000    |
| Österreich (IFPI)            | Gold                                                                   | 10.000    |
| Polen (ZPAV)                 | Gold                                                                   | 10.000    |
| Ungarn (MAHASZ)              | Gold                                                                   | 3.000     |
| Vereinigte Staaten (RIAA)    | Platin                                                                 | 1.000.000 |
| Vereinigtes Königreich (BPI) | Gold                                                                   | 100.000   |
| Insgesamt                    | 7× Gold · 4× Platin ·                                                  | 1.443.000 |

## Kritiken
„Das wirklich Phantastische und Widerständige aber hat keinen Platz in der Seifenoper von ‚New Moon‘, die viel zu brav ist, um gut zu sein. Manchmal ist der magische Mond halt doch nur ein großer, runder Käse. Und stinkt ziemlich.“

„‚New Moon‘ hält das Niveau seines Vorgängers, und hat bei der Qualität der Actionszenen sogar noch etwas zugelegt. Bei der Umsetzung des Stoffes orientiert sich der Film, ähnlich wie der erste Teil, sehr stark an der Romanvorlage. Die unmögliche Liebe zwischen Bella und Edward im modernen Fantasy-Gewand funktioniert erneut und macht schon jetzt Lust auf die Fortsetzung.“

„Für alle jenseits der Zielgruppe von ‚Team Edward‘ und ‚Team Jacob‘ dürfte New Moon daher eine ziemliche Enttäuschung sein. Hatte Regisseurin Catherine Hardwicke in der Verfilmung von Teil eins immerhin noch eine surreale Atmosphäre geschaffen, die der Liebesgeschichte zwischen Menschenkind und Vampir den richtigen zauberischen Märchenlook gab, setzt Chris Weitz, der schon für Spektakel wie ,Der goldene Kompass‘ verantwortlich war, diesmal ganz auf Effekte. Auf Werwölfe, die wie übergroße Schäferhunde durch die Wälder streunen, auf blutrote Lippen in kreidebleichen Gesichtern und auf einen Showdown im italienischen Montepulciano, wo rot gekleidete Menschen durch die engen mittelalterlichen Straßen wie zu einer Séance schreiten.
Dass in der dortigen Renaissancekirche San Biagio gedreht werden konnte, ist eine der wenigen Überraschungen dieses ansonsten weitgehend überraschungsfreien Films.“

## Fortsetzung
Der dritte Teil der Twilight-Saga kam am 15. Juli 2010 mit dem Titel Eclipse – Biss zum Abendrot in die deutschen Kinos. Die Premiere feierte der Film am 24. Juni 2010 in Los Angeles.